# Stora Gettjärnet
Stora Gettjärnet är en sjö i Lerums kommun i Västergötland och ingår i Göta älvs huvudavrinningsområde. Sjön är 5 meter djup, har en yta på 0,05 kvadratkilometer och befinner sig 116 meter över havet.